# 羽生駅
羽生駅（はにゅうえき）は、埼玉県羽生市南一丁目にある東武鉄道・秩父鉄道の駅である。
東武鉄道の伊勢崎線と、当駅を起点とする秩父鉄道の秩父本線が乗り入れ、接続駅となっている。東武鉄道にはTI 07、秩父鉄道にはCR01の駅番号がそれぞれ設定されている。

## 年表
- 1903年（明治36年）4月23日 - 東武鉄道伊勢崎線の加須駅から川俣駅まで開通と同時に開業[1][2]。
- 1921年（大正10年）4月1日 - 北武鉄道の当駅から行田（現在の行田市駅）まで開通と同時に開業[3][2]。
- 1922年（大正11年）8月 - 北武鉄道が秩父鉄道に合併。
- 1992年（平成4年）9月21日 - 当駅 - 川俣駅間が複線化され、当駅始発・終着列車が廃止される[4]。
- 2004年（平成16年）10月22日 - 橋上駅舎供用開始[5]。東武鉄道と秩父鉄道の改札を分離。
- 2006年（平成18年）3月18日 - 東武鉄道の駅が2面4線化。また、ダイヤ改正に伴い準急が区間急行に名称変更され大幅に本数が削減されると同時に日中の運用形態が久喜駅で系統分割され、日中に浅草駅に向かう列車は特急「りょうもう」のみとなった。日中の時間帯は久喜駅－館林駅及び太田駅間を結ぶ普通列車の運用となった。また、区間準急の新たな停車駅となった。
- 2007年（平成19年）3月18日 - 東武鉄道でICカード「PASMO」の利用が可能となる。
- 2012年（平成24年）3月17日 - 東武鉄道の駅にTI 07の駅ナンバリングを導入。
- 2013年（平成25年）3月26日 - 東武鉄道の駅に発車メロディを導入。
- 2017年（平成29年）4月21日 - 特急「リバティりょうもう」が運行開始され、新たな停車駅となる[6]。
- 2022年（令和4年）3月12日 - 秩父鉄道でICカード「PASMO」の利用が可能となる[7]。あわせて同線改札口に自動改札機（IC専用）を導入[8]。

## 駅構造

橋上駅舎からの駅全景。北西方向（館林駅・行田市駅 方）を望む。右手の複線が東武伊勢崎線、左に大きくカーブする単線が秩父鉄道秩父本線の線路である。

東西自由通路を兼ねた橋上駅舎を有しており、東武鉄道・秩父鉄道の改札口は別々となっている。以前は、東武鉄道の管轄駅で改札を共用していたが、橋上駅舎完成により2004年（平成16年）10月22日から東武鉄道と秩父鉄道の改札は分離された。東武鉄道・秩父鉄道ともに改札内に男女別の水洗式トイレが設置されている。

### 東武鉄道
島式ホーム2面4線を有する地上駅。東武ステーションサービスによる業務委託駅である。
2006年（平成18年）3月18日のダイヤ改正の際に上りホームに待避線（1番線）が新設され、それまで川俣駅で特急「りょうもう」の通過待ちを行っていた列車が、当駅で通過待ちを行う形に変更された。
以前は利根川橋梁を挟んで川俣駅との間が単線区間となっており、当駅折り返しの準急列車が多数設定されていたが、1988年（昭和63年）8月9日のダイヤ改正で上下2往復に減少し、1992年（平成4年）9月21日のダイヤ改正で当駅 - 川俣駅間が複線化されたため、当駅折り返しの準急列車は廃止された。ただしダイヤが乱れた場合には、当駅折り返しの列車が設定されることがある。
南羽生寄りで秩父鉄道秩父本線と線路が接続されており、同線を介して東上線車両の検査および転配のための回送が行われる。

#### のりば

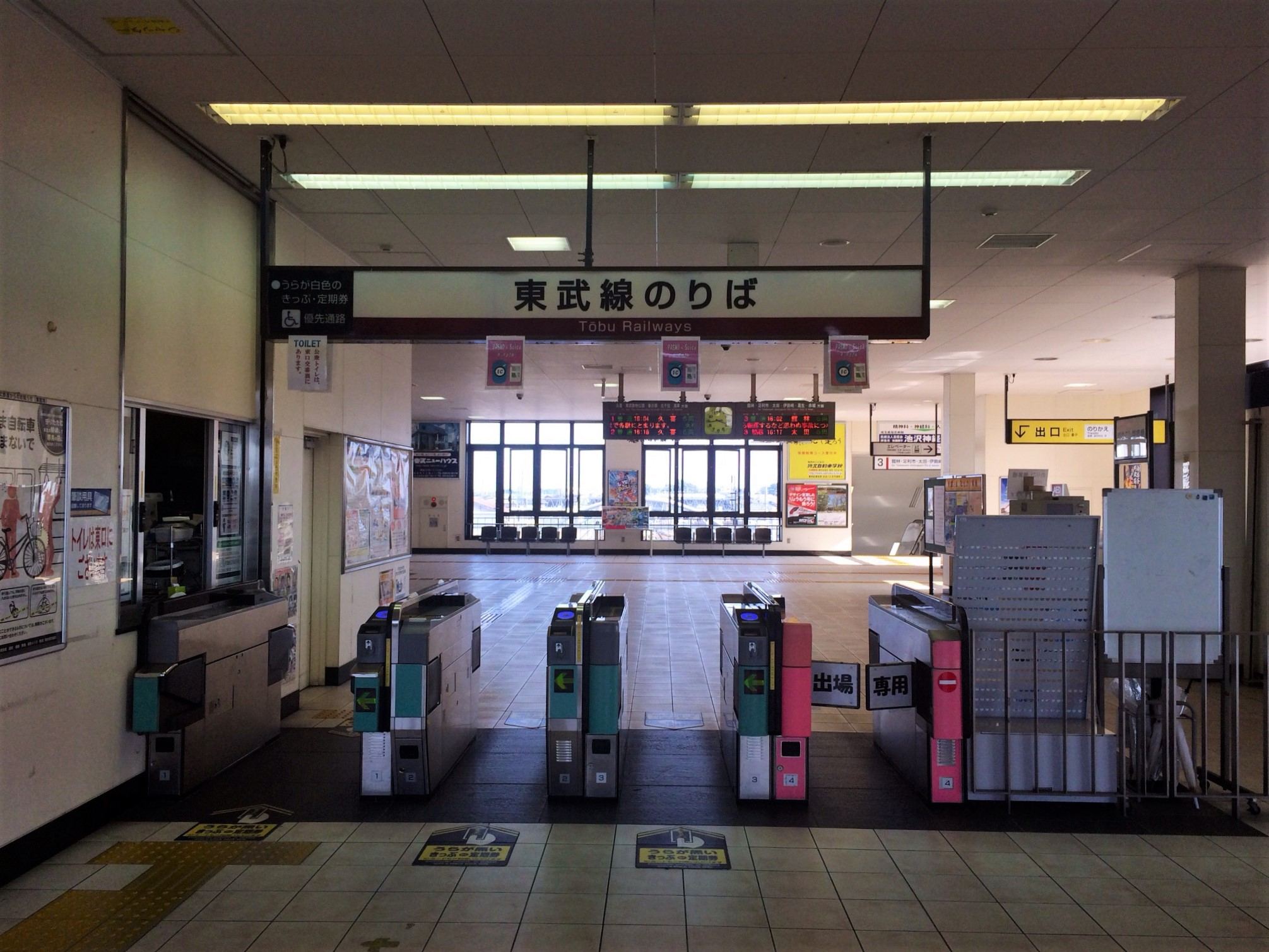
東武伊勢崎線改札口（2016年8月）

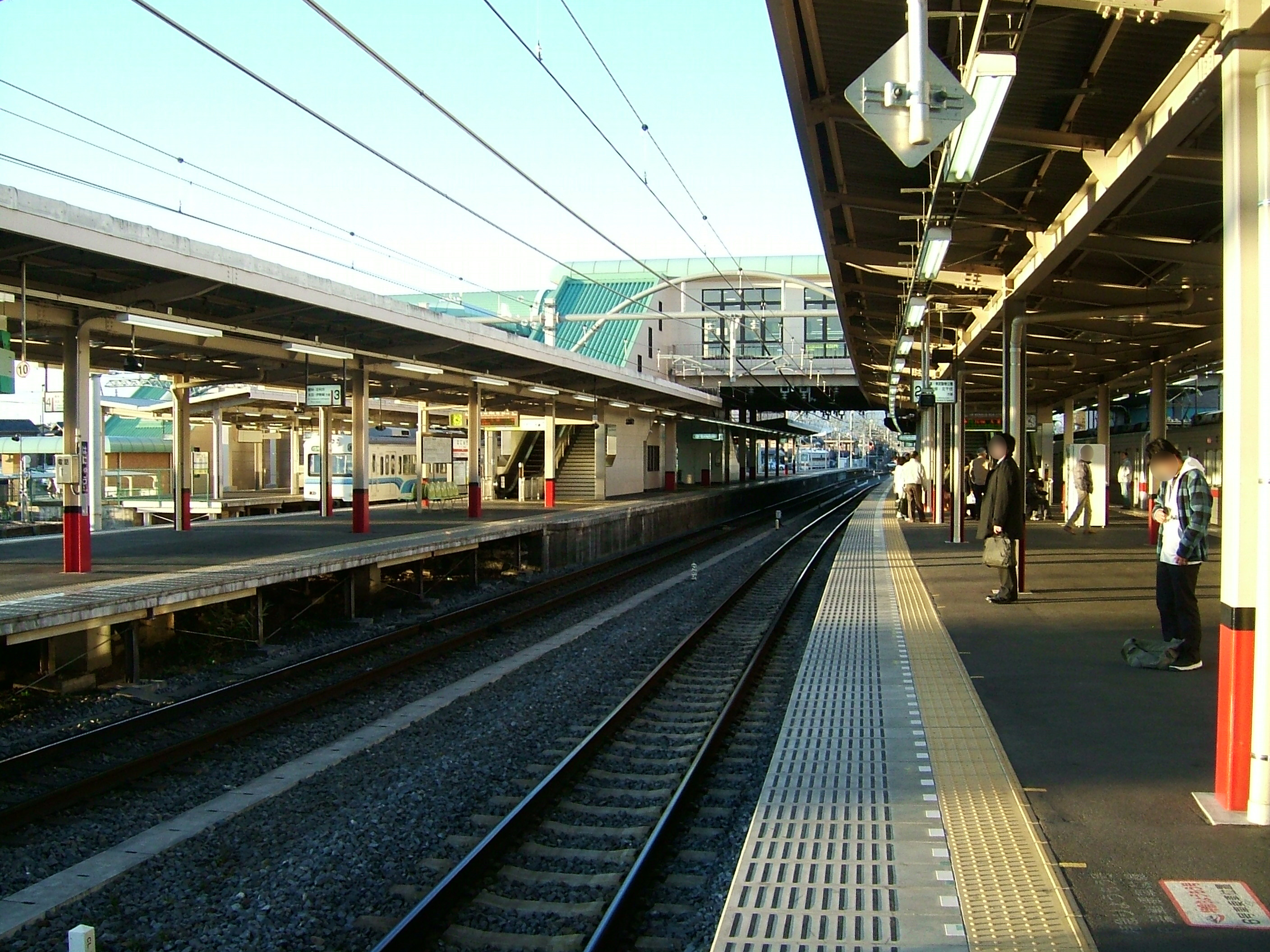
東武伊勢崎線ホーム（2008年1月）

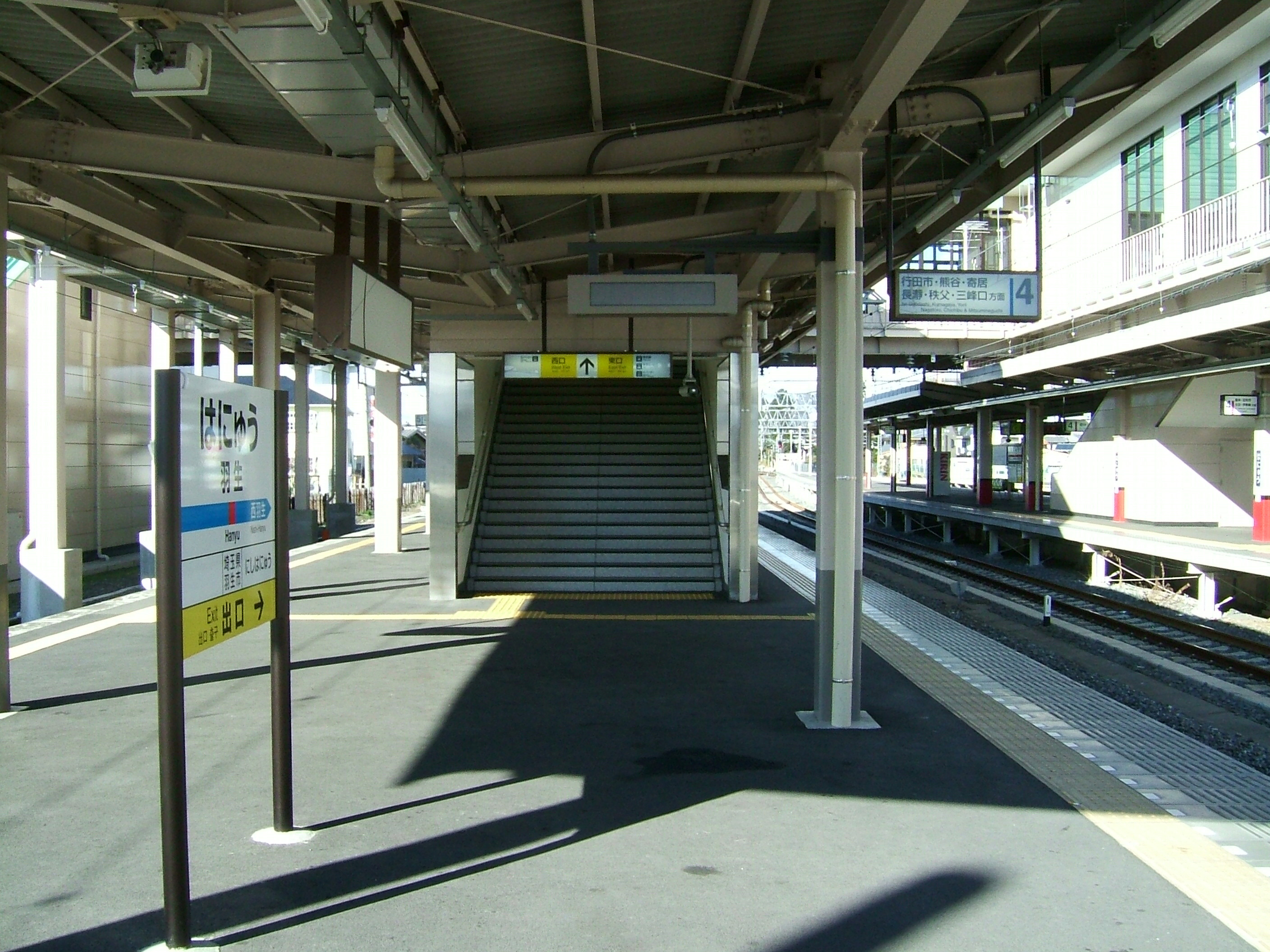
秩父本線ホーム（2008年1月）

| 番線 | 路線     | 方向 | 行先                                                                                 |
| ---- | -------- | ---- | ------------------------------------------------------------------------------------ |
| 1・2 | 伊勢崎線 | 上り | 久喜・東武動物公園・ 東武スカイツリーライン 北千住・とうきょうスカイツリー・浅草方面 |
| 3・4 | 伊勢崎線 | 下り | 館林・足利市・太田方面                                                               |

### 秩父鉄道
島式ホーム1面2線を有する地上駅。直営駅である。管理駅でもあるが、当駅は自駅のみの単駅管理となっている（周辺の駅は熊谷駅が管理）。改札が分離される前は東武鉄道に駅業務を委託していたが、分離後は秩父鉄道の駅員が配置されている。
橋上駅舎化前は、東武鉄道が1番線（上り・単式ホーム）、2番線（待避線・ホームなし）、3・4番線（下り・島式ホーム）、秩父鉄道が5・6番線（島式ホーム）であった。2004年の橋上駅舎完成後は東武の下りホームが2・3番線に、秩父鉄道ホームが4・5番線に改番された。その後、2006年に東武の上りホームを島式1面2線に改良した際、東武のホーム番線を東側から順に1 - 4番線に再度変更したが、秩父鉄道の番線は変更しなかったため、2つの4番線が並ぶ形となった。
駅舎橋上化以前はホーム上に蕎麦屋があった。
駅ナンバリング導入前の駅名標は、JR東日本のものに類似する、当駅のみのオリジナルデザインを使用していた。
2022年3月12日よりPASMOが導入され、同時にICカード専用の自動改札機が設置された（ICカード以外の利用客は従来通り駅係員による改札が実施される）。同時に、窓口営業時間が初電 - 終電から6:00 - 21:00 に変更となった。

#### のりば
| 番線 | 路線    | 行先                                       |
| ---- | ------- | ------------------------------------------ |
| 4・5 | ■秩父線 | 行田市・熊谷・寄居・長瀞・秩父・三峰口方面 |

## 利用状況
- 東武鉄道 - 2024年度の1日平均乗降人員は11,646人である[東武 1]。
- 秩父鉄道 - 2023年度の1日平均乗車人員は1,881人である[11]。
  - 秩父本線の駅（35駅）では熊谷駅に次ぐ第2位。

近年の1日平均乗降人員の推移は下記の通り｡
| 年度               | 東武鉄道         | 東武鉄道         | 秩父鉄道         | 秩父鉄道         | 出典       |
| 年度               | 1日平均 乗降人員 | 1日平均 乗車人員 | 1日平均 乗降人員 | 1日平均 乗車人員 | 出典       |
| ------------------ | ---------------- | ---------------- | ---------------- | ---------------- | ---------- |
| 1998年（平成10年） | 14,378           |                  |                  |                  |            |
| 1999年（平成11年） | 14,131           | 6,977            | 4,366            | 2,124            |            |
| 2000年（平成12年） | 14,046           | 6,942            | 4,386            | 2,107            |            |
| 2001年（平成13年） | 13,802           |                  | 4,339            | 2,080            |            |
| 2002年（平成14年） | 13,800           |                  | 4,380            | 2,091            |            |
| 2003年（平成15年） | 13,840           | 6,871            | 4,425            | 2,126            |            |
| 2004年（平成16年） | 13,985           | 6,989            | 4,552            | 2,234            |            |
| 2005年（平成17年） | 13,972           | 7,030            | 4,684            | 2,378            |            |
| 2006年（平成18年） | 14,034           | 7,044            | 4,697            | 2,394            |            |
| 2007年（平成19年） | 14,308           | 7,221            | 4,761            | 2,438            |            |
| 2008年（平成20年） | 14,488           | 7,318            | 4,992            | 2,542            |            |
| 2009年（平成21年） | 14,188           | 7,150            | 4,901            | 2,507            |            |
| 2010年（平成22年） | 14,229           | 7,159            | 4,943            | 2,527            |            |
| 2011年（平成23年） | 14,408           | 7,173            | 4,994            | 2,576            |            |
| 2012年（平成24年） | 14,840           | 7,371            | 5,146            | 2,635            |            |
| 2013年（平成25年） | 14,840           | 7,384            | 5,092            | 2,617            |            |
| 2014年（平成26年） | 14,588           | 7,273            | 5,173            | 2,659            |            |
| 2015年（平成27年） | 14,664           | 7,336            | 5,093            | 2,623            |            |
| 2016年（平成28年） | 14,255           | 7,152            | 5,011            | 2,580            |            |
| 2017年（平成29年） | 14,264           | 7,149            | 4,772            | 2,455            |            |
| 2018年（平成30年） | 14,073           | 7,053            | 4,804            | 2,463            | [ 東武 3 ] |
| 2019年（令和元年） | 13,591           | 6,812            | 4,783            | 2,443            | [ 東武 4 ] |
| 2020年（令和02年） | 9,558            | -                | 3,037            | 1,562            | [ 東武 5 ] |
| 2021年（令和03年） | 10,589           | 5,301            | 3,036            | 1,474            | [ 東武 6 ] |
| 2022年（令和04年） | 11,399           | 5,698            | 3,514            | 1,675            | [ 東武 7 ] |
| 2023年（令和05年） | 11,656           | 5,819            | 3,822            | 1,881            | [ 東武 8 ] |
| 2024年（令和06年） | 11,646           | 5,805            |                  |                  | [ 東武 1 ] |

## 駅周辺

### 東口
- 羽生市役所
- 羽生警察署
- 羽生市中央公園
- 羽生市体育館 - 羽生市中央公園に併設。
- 羽生市民プラザ
- 羽生市産業文化ホール
- ワークヒルズ羽生
- 羽生市立図書館・郷土資料館
- 羽生市中央公民館
- 大天白公園（大天白神社） - 藤まつりが行われる。
- 埼玉県立羽生高等学校
- 埼玉県立特別支援学校羽生ふじ高等学園
- 羽生郵便局
- 建福寺 - 田山花袋の小説『田舎教師』のモデル・小林秀三の墓がある。
- 曙ブレーキ工業本社
- 日本精工埼玉工場

### 西口

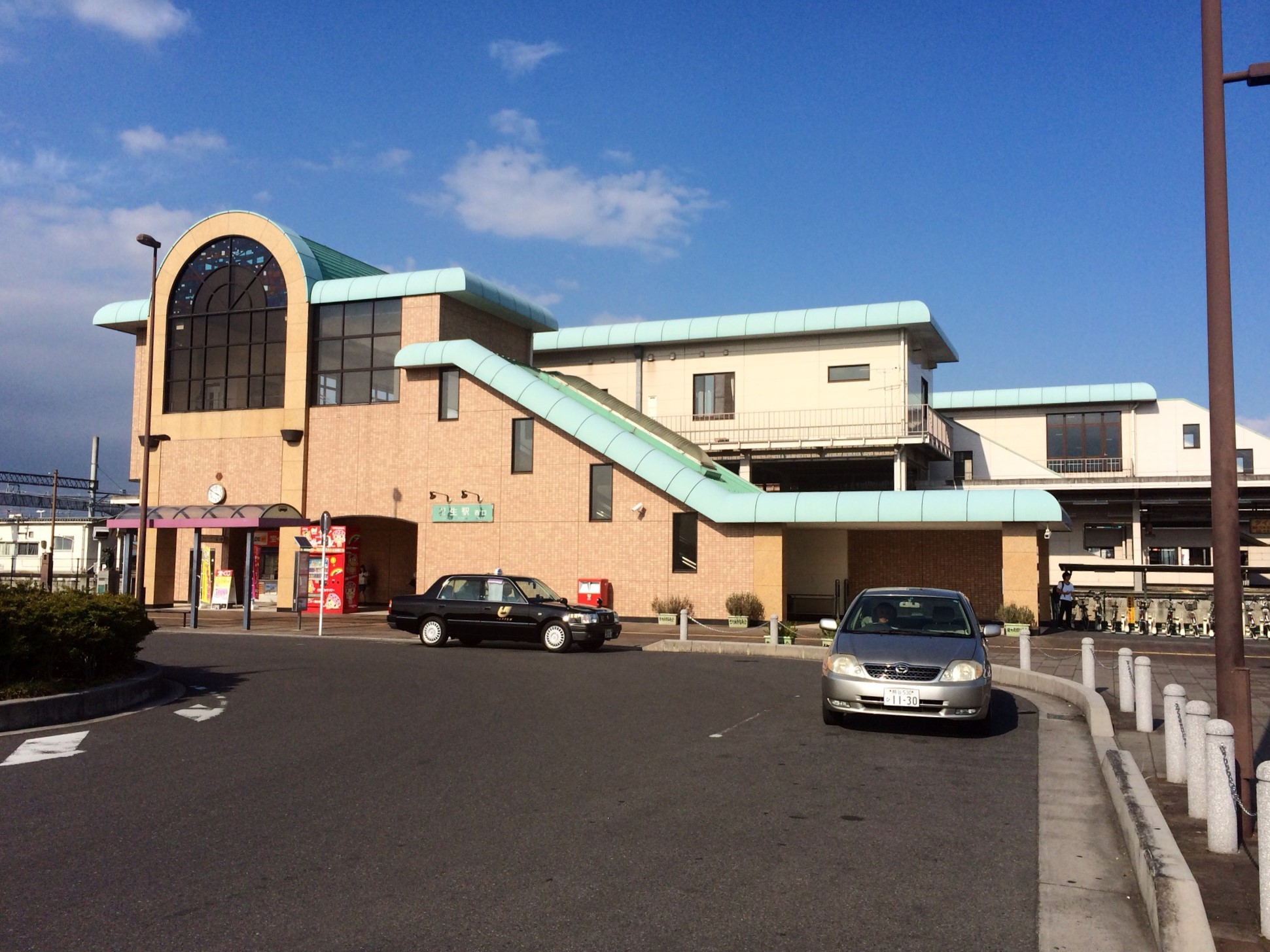
西口（2016年8月）

駅舎橋上化に伴い新たに設置された。橋上化以前は東口へ向かう跨線橋と小規模な広場が設置されていた。
- 国道122号
- 国道125号
- 埼玉純真短期大学
- 埼玉県立羽生第一高等学校
- 埼玉県立羽生実業高等学校
- イオンモール羽生 - 西口よりバスで約15分[13]
- ルートイングランティア羽生 - 西口より徒歩3分[14]
- 大正製薬羽生工場
- ベルク（西口）
- DCM（西口）

## 路線バス
当駅を発着する以下のバスは全て、朝日自動車加須営業所による運行。
- 羽生駅西口
  - HN01〜HN07：イオンモール羽生行き
  - 羽生市コミュニティバスあい・あいバス
    - 川俣・新郷ルート
    - 須影・岩瀬ルート
- 羽生駅東口
  - 羽生市コミュニティバスあい・あいバス
    - 川俣・新郷ルート
    - 須影・岩瀬ルート
    - 手子林・三田ヶ谷ルート
    - 井泉・村君ルート

あい・あいバスは平日のみ運行。
かつては、東武鉄道直営時代の東武バスが市内に羽生出張所・羽生車庫を設置して多数の路線を運行していた（全路線廃止）。

## 隣の駅
東武鉄道
 伊勢崎線
- ■特急「りょうもう」・■特急「リバティりょうもう」一部停車駅

■区間急行・■区間準急・■普通
南羽生駅 (TI 06) - 羽生駅 (TI 07) - 川俣駅 (TI 08)
秩父鉄道
■秩父本線
■急行「秩父路」（土休日のみ運転）
羽生駅 (CR01) - 行田市駅 (CR06)
□各駅停車
羽生駅 (CR01)  - 西羽生駅 (CR02)